# Nimfajon (Olimpia)
Nimfajon w Olimpii także Eksedra Heroda Attyka – nimfajon na terenie starożytnej Olimpii.
Pozostałości nimfajonu znajdują się na terenie stanowiska archeologicznego w Olimpii, które w 1989 roku zostało wpisane na listę światowego dziedzictwa UNESCO.

## Historia
Nimfajon został wzniesiony ok. 160 roku n.e., w północnej części Altisu , pomiędzy Herajonem a skarbcami . Znany był też pod nazwą Eksedra Heroda Attyka  – nimfajon został ufundowany przez rzymskiego senatora Herodesa Attykusa (ok. 67–137) i jego żonę Regillę. Stanowił źródło wody pitnej dla całego sanktuarium , które wcześniej miało problemy z wodą, szczególnie w okresie igrzysk olimpijskich.
Według greckiego geografa Pauzaniasza
Współcześnie pozostałości nimfajonu znajdują się na terenie stanowiska archeologicznego w Olimpii, które w 1989 roku zostało wpisane na listę światowego dziedzictwa UNESCO .

## Architektura
Eksedra z prostokątnym zbiornikiem w części dolnej i półowalnym w części górnej otoczonymi dwupiętrową, półkolistą apsydą (o średnicy 16,62 m) . Budowla miała 33 m szerokości i ok. 13 m wysokości .
Apsyda miała  dwa rzędy po 11 nisz). W dolnych niszach stały marmurowe posągi przedstawiające członków rodziny cesarza Antoninusa Piusa (86–161) a w górnych członków rodziny senatora Herodesa Attykusa . W środkowych niszach obydwu rzędów znajdował się posąg Zeusa.
Woda do fontanny sprowadzana była przez akwedukt ze źródła odległego o ok. 4 km: spływała najpierw do półowalnego zbiornika w części górnej, następnie przez brązowe dysze do prostokątnego zbiornika na dole i dalej rurami na teren całego sanktuarium .
Pośrodku półowalnego zbiornika w części górnej stał marmurowy byk, na którym widniała inskrypcja informująca, że nimfajon został dedykowany Zeusowi przez Herodesa Attykusa a posągi, również dedykowane Zeusowi, przez jego żonę Regillę .
Na krańcach prostokątnego zbiornika (21,9 m × 3,43 m ) znajdowały się niewielkie okrągłe naiskoi  w formie świątyń korynckich o średnicy 3,8 m, w których umieszczone były posągi Herodesa Attykusa, Antoninusa Piusa i Marka Aureliusza .
Wiele posągów z nimfajonu zachowało się do dziś i są prezentowane w Muzeum Archeologiczne w Olimpii.